# Эскадренные миноносцы типа «Такацуки»
Эскадренные миноносцы типа «Такацуки» (яп. たかつき型護衛艦 такацуки-ката-гоэйкан) — тип эскадренных миноносцев, в 1967—2003 годах состоявший на вооружении Морских сил самообороны Японии. Основное назначение — противолодочная оборона.
В 1985—1988 «Такацуки» и «Кикудзуки» модернизированы с установкой ЗРК Sea Sparrow, ПКРК ПКР «Гарпун», Mk15 «Фаланкс» (только на «Кикудзуки»), новой системой управления огнём FCS-2-12, буксируемой ГАС.
DD-166 «Мотидзуки» 16.03.1995 переоборудован во вспомогательное судно ASU-7019, списан 19.03.1999.
DD-166 «Нагацуки» 03.08.1998 потоплен как цель во время учебных стрельб.

## Состав серии
| Номер            | Название                                         | Заложен    | Спущен     | В строю               | Списан     |
| ---------------- | ------------------------------------------------ | ---------- | ---------- | --------------------- | ---------- |
| DD-164           | Такацуки (яп. 高月 растущая Луна)                | 08.10.1964 | 07.01.1966 | 15.03.1967            | 16.08.2002 |
| DD-165           | Кикудзуки (яп. 菊月 месяц хризантем(сентябрь))   | 15.03.1966 | 25.03.1967 | 27.03.1968            | 06.11.2003 |
| DD-166/ ASU-7019 | Мотидзуки (яп. 望月 полнолуние)                  | 22.11.1966 | 15.03.1968 | 25.03.1969 16.03.1995 | 19.03.1999 |
| DD-167           | Нагацуки (яп. 長月 месяц долгих ночей(сентябрь)) | 02.03.1968 | 19.03.1969 | 12.02.1970            | 01.04.1996 |